# Schans (Everlo)

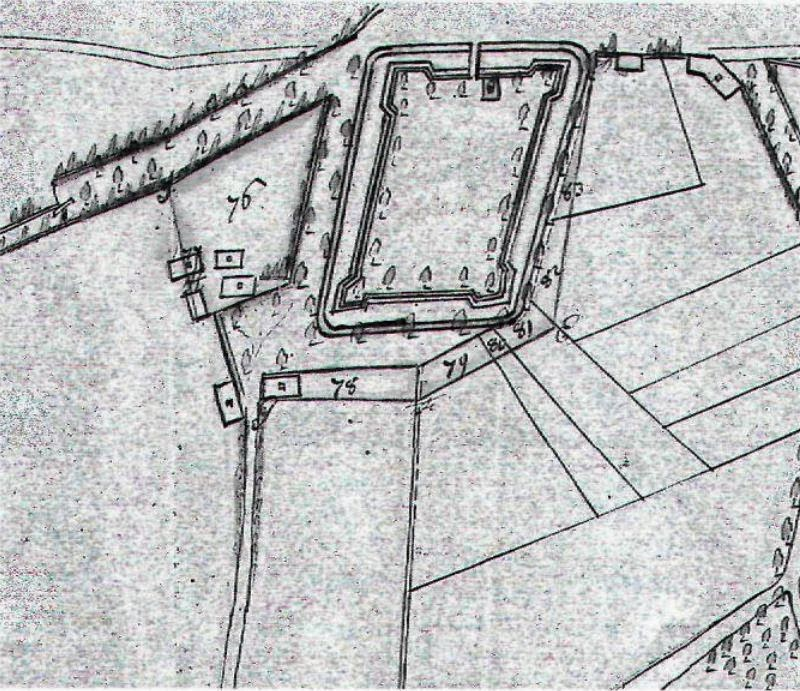
De schans op de kaart van 1734

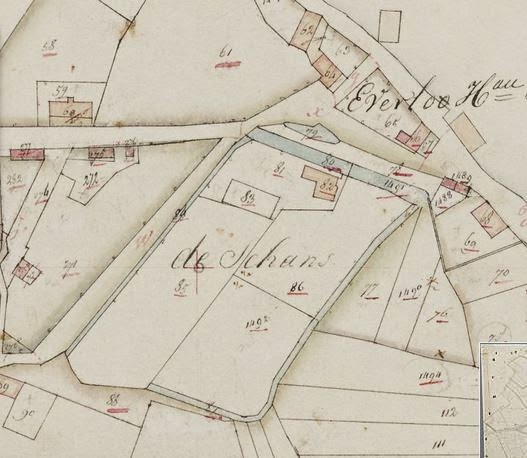
De schans op het kadastraal minuutplan uit de periode 1811-1832

De schans bij Everlo was een boerenschans ten noordwesten van Panningen in de Nederlandse gemeente Peel en Maas.
De schans lag ten zuidwesten van het pleintje en ten oosten van de Heibloemseweg.

## Geschiedenis
Tussen 1570 en 1600 werd de schans waarschijnlijk aangelegd.
In 1734 werd de schans vermeld op de tiendkaart.
Aan het begin van de 19e eeuw werd de omgrachte schans vermeld op de Tranchotkaart met de aanduiding Op de Schans.

## Constructie
De schans had een rechthoekig plattegrond en was voorzien van bastions op de hoeken. Rond de schans lag een gracht en aan de noordzijde was er een ophaalbrug aangebracht.